# Munditia hedleyi
Munditia hedleyi is een slakkensoort uit de familie van de Liotiidae. De wetenschappelijke naam van de soort is voor het eerst geldig gepubliceerd in 1899 door Pritchard & Gatliff.